# Carisbrook
Carisbrook foi um estádio em Dunedin, Nova Zelândia utilizado principalmente em jogos de rugby e cricket, foi inaugurado em 1883 sendo um dos primeiros estádios do país, foi a casa do time de rugby Highlanders e tinha capacidade para 29.000 pessoas. O último jogo foi uma partida de rugby entre nova Zelãndia e Fiji em 22 de julho de 2011 em benefício das vítimas do sismo de Canterbury de 2011, sua demolição começou em 2012, o estádio da cidade foi substituído pelo novo Otago Stadium.